# 安妮·亨宁
安妮·亨宁（英語：Anne Henning，1955年9月6日—），生于北卡罗来纳州罗利，美国女子速度滑冰运动员。她曾代表美国获得1972年冬季奥运会速度滑冰比赛女子500米金牌和1000米铜牌。